# Laarne
Laarne är en kommun i Belgien.   Den ligger i provinsen Östflandern och regionen Flandern, i den centrala delen av landet, 40 km nordväst om huvudstaden Bryssel. Antalet invånare är 12 189.
Omgivningarna runt Laarne är en mosaik av jordbruksmark och naturlig växtlighet. Runt Laarne är det tätbefolkat, med 511 invånare per kvadratkilometer.